# Kreis Zeitz
| Basisdaten                                          | Basisdaten                                |
| --------------------------------------------------- | ----------------------------------------- |
| Bezirk der DDR                                      | Halle                                     |
| Kreisstadt                                          | Zeitz                                     |
| Fläche                                              | 353 km² (1989)                            |
| Einwohner                                           | 76.850 (1989)                             |
| Bevölkerungsdichte                                  | 218 Einwohner/km² (1989)                  |
| Kfz-Kennzeichen                                     | K und V (1953–1990) KZ und VZ (1974–1990) |
|                                                     |                                           |
| Der Kreis Zeitz im Bezirk Halle (anklickbare Karte) |                                           |

Der Kreis Zeitz war ein Landkreis im Bezirk Halle der DDR. Von 1990 bis 1994 bestand er als Landkreis Zeitz im Land Sachsen-Anhalt fort. Sein Gebiet liegt heute im Burgenlandkreis in Sachsen-Anhalt. Der Sitz der Kreisverwaltung befand sich in Zeitz.

## Geographie
Der Kreis Zeitz lag beiderseits der Weißen Elster zwischen Leipzig und Gera. Er grenzte im Uhrzeigersinn im Norden beginnend an die Kreise Hohenmölsen, Borna, Altenburg, Schmölln, Gera-Land, Eisenberg und Naumburg.

## Geschichte
Bereits seit 1815 existierte in der preußischen Provinz Sachsen ein Landkreis Zeitz, der seit 1945 zum Land Sachsen-Anhalt und somit seit 1949 zur DDR gehörte. Am 25. Juli 1952 kam es in der DDR zu einer umfassenden Kreisreform, bei der unter anderem die Länder aufgelöst wurden und durch Bezirke ersetzt wurden.
Der Landkreis Zeitz gab Gebietsteile an die neuen Kreise Hohenmölsen, Naumburg, Eisenberg und Altenburg ab. Aus dem verbliebenen Teil des Landkreises wurde der Kreis Zeitz gebildet, der dem neugebildeten Bezirk Halle zugeordnet wurde.
Am 1. Januar 1956 wurde die Gemeinde Bröckau ohne den Ortsteil Braunshain vom Kreis Schmölln (Bezirk Leipzig) wieder dem Kreis Zeitz angegliedert, zu dem sie bereits bis 1950 gehört hatte. Am 1. Januar 1957 wurde die Gemeinde Goldschau wieder vom Kreis Naumburg in den Kreis Zeitz zurückgegliedert.
Am 17. Mai 1990 wurde der Kreis in Landkreis Zeitz umbenannt. Anlässlich der Wiedervereinigung der beiden deutschen Staaten wurde der Landkreis im Oktober 1990 dem wiedergegründeten Land Sachsen-Anhalt zugesprochen. Bei der ersten Kreisreform in Sachsen-Anhalt ging er am 1. Juli 1994 im Burgenlandkreis auf.

## Einwohnerentwicklung
| Jahr      | 1960   | 1971   | 1981   | 1989   |
| Einwohner | 97.951 | 94.818 | 83.159 | 76.850 |

## Städte und Gemeinden
Dem Kreis Zeitz gehörten die folgenden Städte und Gemeinden an:
| - Bergisdorf - Bornitz - Bröckau - Breitenbach - Döschwitz - Draschwitz - Droßdorf - Droyßig - Falkenhain - Geußnitz - Göbitz | - Goldschau - Grana - Haynsburg - Heuckewalde - Kayna - Kleinhelmsdorf - Könderitz - Kretzschau - Langendorf - Luckenau - Meineweh | - Mumsdorf - Nonnewitz - Osterfeld, Stadt - Pötewitz 1 - Profen - Rehmsdorf - Reuden - Schellbach - Spora - Theißen - Tröglitz | - Unterkaka - Waldau - Weickelsdorf - Weißenborn - Wetterzeube - Wittgendorf - Wuitz 2 - Würchwitz - Zangenberg - Zeitz, Stadt - Zipsendorf |

## Wirtschaft
Bedeutende Betriebe des Kreises waren unter anderem:
- VEB Zemag Zeitz; (zuletzt Teil des Schwermaschinenbaukombinats TAKRAF)
- VEB Zekiwa; (zuletzt Teil des Kombinats Spielwaren)
- VEB Zetti Schokoladen und Zuckerwaren Zeitz; (zuletzt Teil des Kombinats Süßwaren)
- VEB Zitza
- VEB Wäscheunion
- VEB Hydrierwerk Zeitz; (zuletzt Teil des Petrolchemischen Kombinats)

## Verkehr
Durch die westlich am Kreis vorbeiführende Nord-Süd-Autobahn Berliner Ring–Hirschberg war der Kreis an das Autobahnnetz der DDR angeschlossen. Dem überregionalen Straßenverkehr dienten außerdem die F 2 Richtung Leipzig und Gera, die F 180 Richtung Naumburg und Altenburg sowie die F 91 Richtung Weißenfels und Halle.
Der Kreis wurde von der Eisenbahnstrecke Leipzig–Zeitz–Gera durchquert. Außerdem dienten dem Schienenverkehr die Nebenbahnen Zeitz–Altenburg, Zeitz–Weißenfels und Zeitz–Camburg.

## Kfz-Kennzeichen
Den Kraftfahrzeugen (mit Ausnahme der Motorräder) und Anhängern wurden von etwa 1974 bis Ende 1990 dreibuchstabige Unterscheidungszeichen zugewiesen, die mit den Buchstabenpaaren KZ und VZ begannen. Die letzte für Motorräder genutzte Kennzeichenserie war VZ 00-01 bis VZ 99-99.
Anfang 1991 erhielt der Landkreis das Unterscheidungszeichen ZZ. Es wurde bis zum 30. Juni 1994 ausgegeben. Aufgrund der Kennzeichenliberalisierung ist es seit dem 27. November 2012  im Burgenlandkreis erhältlich.